# 潛山鳥屬
抓握潛山鳥是一種發現於中古新世中國潛山的已滅絕鳥類。潛山鳥是亞洲發現的第一種叫鶴目鳥類，其形態與始新世的鴞鷲極為相似，但不同之处在于潛山鳥更小，且第二趾肥大、过度伸展，形成类似于驰龙類的爪。 這一特化的爪可能能幫助潛山鳥控制住獵物。雖然人們對潛山鳥的前肢標本所知甚少，但其髁突表明這種鳥可以飛行，且其飛行能力優于鴞鷲和現代叫鶴。